# Zygaena occitanica
The Provence Burnet (Zygaena occitanica) là một loài bướm đêm thuộc họ Zygaenidae. Nó được tìm thấy ở the Algarve and miền nam Tây Ban Nha up to phần phía đông của núi Cantabria.
Sải cánh dài khoảng 23 mm.

## Hình ảnh

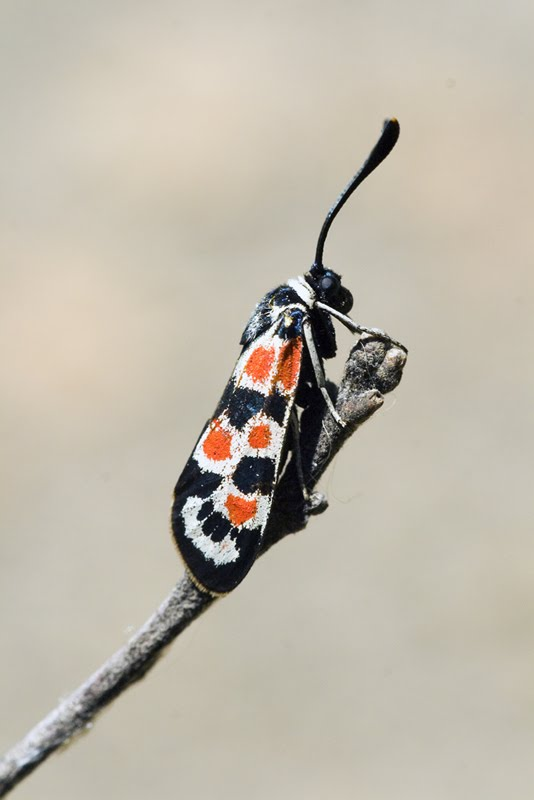
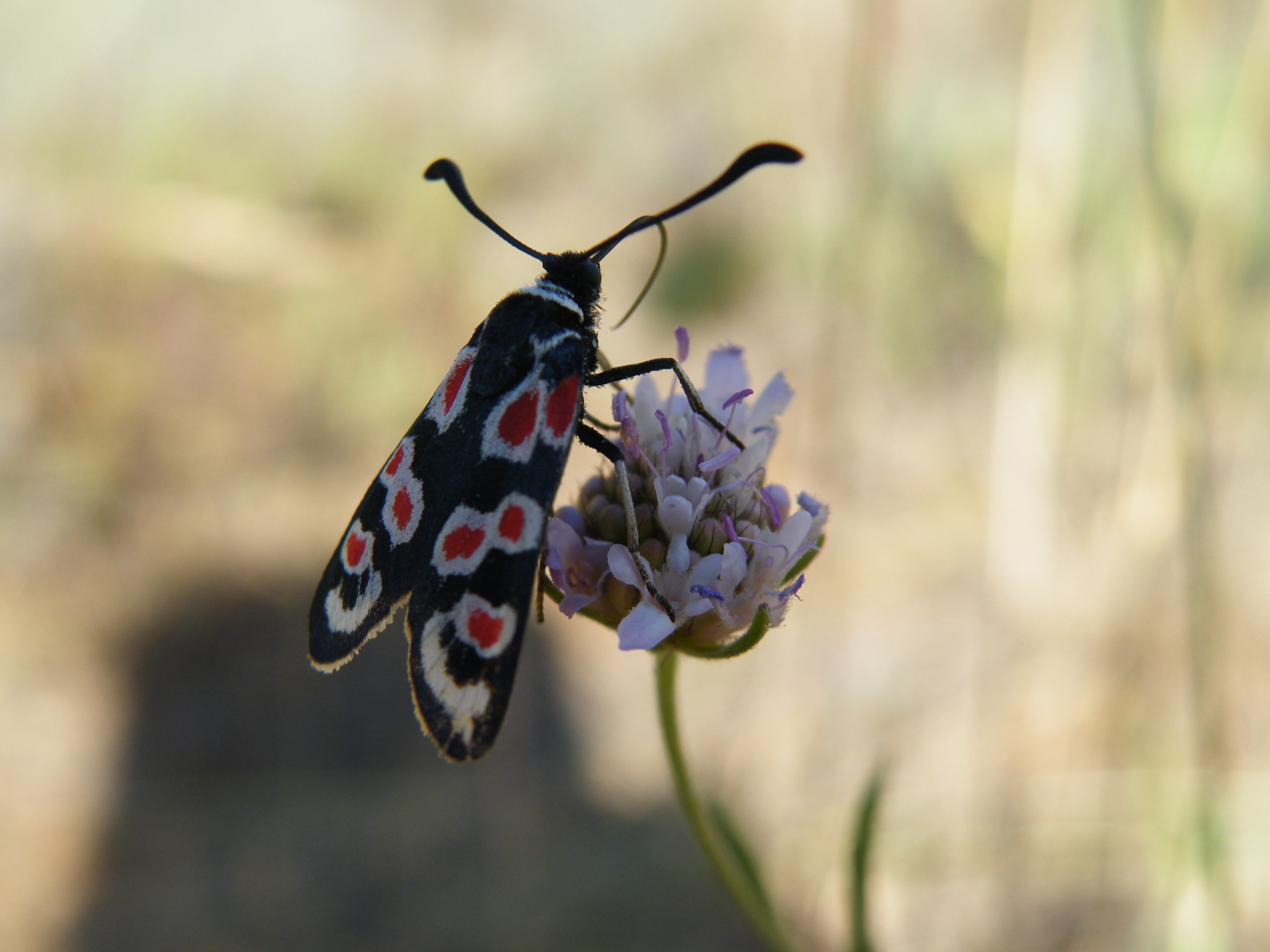
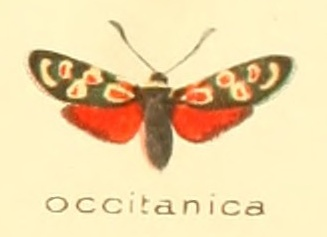

## Phụ loài
- Zygaena occitanica eulalia
- Zygaena occitanica albarracinensis
- Zygaena occitanica praematura